# Bank of America Plaza (Atlanta)
33°46′15″B 84°23′10″T / 33,77083°B 84,38611°T
Bank of America Plaza là một tháp cao tầng tại Atlanta, Georgia, Hoa Kỳ. Tòa nhà này cao 312 m, có 55 tầng. Tòa nhà được xây xong vào năm 1992. Đây là tòa nhà cao thứ 29 thế giới đến thời điểm đầu năm 2008.
Đây cũng là một trong những tòa nhà cao nhất Hoa Kỳ bên ngoài Chicago, Illinoise và Thành phố New York, và là tòa nhà cao nhất trong các thủ phủ bang Hoa Kỳ. Lúc hoàn thành năm 1992, nó được gọi là NationsBank Building. Đầu tiên định dùng làm trụ sở của Ngân hàng C&S/Sovran, nó đã trở thành tài sản của NCNB/NationsBank sau vụ sáp nhập năm 1991 của C&S/Sovran và NCNB. Bank of America Plaza là tòa nhà chọc trời cuối cùng của Mỹ được xây là một trong 10 tòa nhà chọc trời cao nhất thế giới (trong 14 năm kể từ khi việc xây dựng các tòa nhà chọc trời trong top 10 đều ở châu Á).